# Benedikt XIII.
Benedikt XIII. (narozen jako Pietro Francesco Orsini, později užíval jména Vincenzo Maria Orsini; 2. února 1649 Gravina in Puglia – 21. února 1730 Vatikán) byl v letech 1724–1730 245. papež katolické církve.

## Život

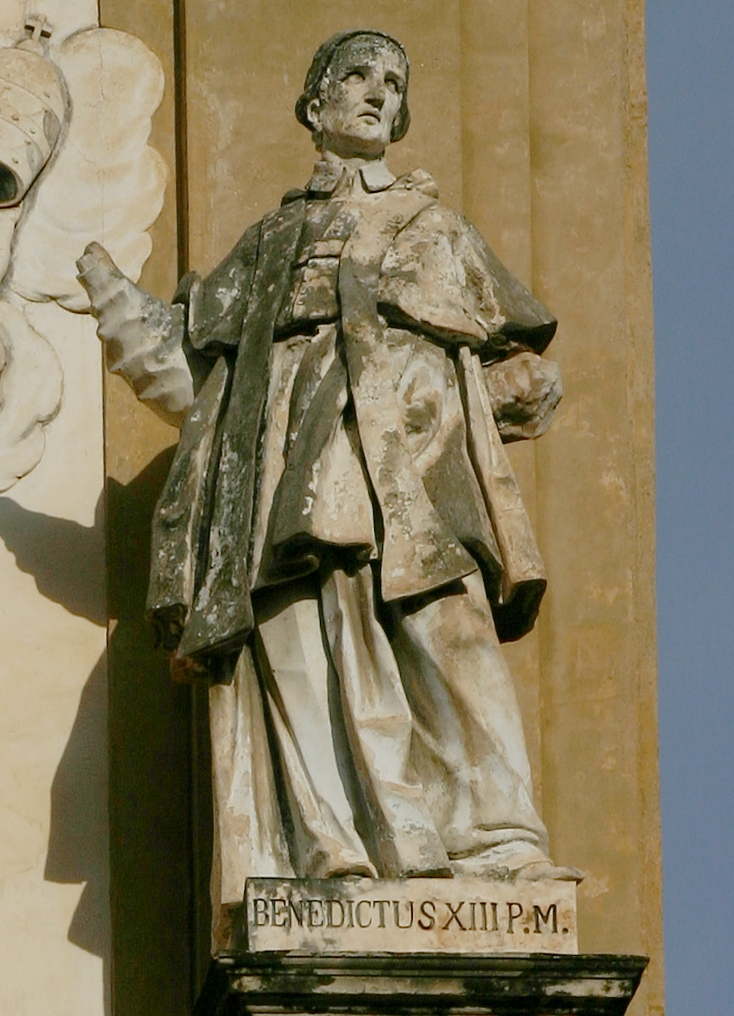
Socha papeže Benedikta XIII. v italském Palermu

Pocházel z řad vysoké italské šlechty, z rodiny Orsiniů.
Za svého pontifikátu kritizoval nákladný životní styl italského duchovenstva a kardinálů. 19. března 1729 svatořečil Jana Nepomuckého.

## Biskupská genealogie
Následující tabulka obsahuje genealogický strom, který ukazuje vztah mezi svěcencem a světitelem – pro každého biskupa na seznamu je předchůdcem jeho světitel, zatímco následovníkem je biskup, kterého vysvětil. Papež Benedikt XIII. patří k linii kardinála Rebiby. Rekonstrukcím a vyhledáním původu v rodové linii ze zabývá historiografická disciplína biskupská genealogie.
1. kardinál Scipione Rebiba
2. kardinál Giulio Antonio Santorio
3. kardinál Girolamo Bernerio, OP
4. arcibiskup Galeazzo Sanvitale
5. kardinál Ludovico Ludovisi
6. kardinál Luigi Caetani
7. kardinál Ulderico Carpegna
8. kardinál Paluzzo Paluzzi Altieri Degli Albertoni
9. papež Benedikt XIII.